# Redenaar
Een redenaar of retor (van het Griekse woord ῥήτωρ, rhêtôr, spreker, leraar) is een beoefenaar van de kunst van de welsprekendheid, oftewel de retorica.
Bekende redenaars waren Socrates, Isocrates, Demosthenes en Cicero, hoewel de eerstgenoemde zich als filosoof beschouwde, omdat de toenmalige redenaars, de Sofisten, een slechte reputatie hadden (ze verkochten hun diensten voor geld en verdedigden het standpunt waarvoor ze betaald werden, in plaats van naar waarheid te zoeken). Deze reputatie hebben sommigen op verschillende tijden en plaatsen behouden en waargemaakt.
Een redenaar wordt volgens de klassieke theorie geacht over de volgende kwaliteiten te beschikken:
- Ingenium: aanleg
- Ars Rhetorica: kennis van de retorische theorie
- Exercitatio: oefening